# Donja Lučka
Donja Lučka är en ort i Bosnien och Hercegovina.   Den ligger i entiteten Federationen Bosnien och Hercegovina, i den nordvästra delen av landet, 240 km nordväst om huvudstaden Sarajevo. Donja Lučka ligger 204 meter över havet och antalet invånare är 589.
Terrängen runt Donja Lučka är kuperad söderut, men norrut är den platt. Donja Lučka ligger nere i en dal.Runt Donja Lučka är det ganska tätbefolkat, med 93 invånare per kvadratkilometer.. Närmaste större samhälle är Cazin, 12,7 km söder om Donja Lučka. 
Omgivningarna runt Donja Lučka är en mosaik av jordbruksmark och naturlig växtlighet.